# Amateurforscher
Als Amateurforscher werden Personen bezeichnet, die in wissenschaftlichen Fachgebieten als Amateure – d. h. neben ihrem Beruf oder im Ruhestand – tätig sind. Meist ist diese Tätigkeit unentgeltlich und findet überwiegend in fachbezogenen Vereinen statt. Typische Beispiele dafür sind Amateurastronomie und Höhlenforschung.
Im Regelfall haben Amateurforscher kein relevantes Hochschulstudium abgeschlossen, sondern sich aus reinem Interesse – oft als Autodidakten – in das Fachgebiet eingearbeitet. Bei entsprechender Begabung und Erfolg wurden solche Personen nicht selten zu auch in der
Fachwelt anerkannten Wissenschaftern, Technikern oder Erfindern.

## Einige international bekannte Amateurforscher
- Charles Goodyear, US-amerikanischer Erfinder des hitzebeständigen Kautschuks und des Hartgummis, (Jedoch nicht Gründer der US-Reifenfirma Goodyear Tire & Rubber Company)
- Percival Lowell, US-amerikanischer Planetenforscher (Mars, Venus, Transneptun), Gründer des Lowell-Observatoriums (Flagstaff, USA)
- Gregor Mendel, österreichischer Priester und Hilfslehrer, Begründer der Vererbungslehre
- Ernest Solvay, belgischer Chemiker, Solvay-Verfahren zur Sodaherstellung, Mitgründer des Solvay-Konzerns
- Konstantin Ziolkowski, russischer Schullehrer, Wegbereiter der Raumfahrt, Theorie der Aerostatik und der Stufenrakete

## Weitere bekannte Autodidakten in Wissenschaft und Technik
- Tobias Mayer – vom Waisenhaus zu Kartografie, Mondbahntheorie und Univ.-Mathematiker
- Nicolaus Reimers, deutscher Schweinehirt, später Landvermesser und Hofastronom
- Peter Andreas Hansen, deutscher Uhrmacher und Messgehilfe, Methoden der Triangulation und Astrometrie
- Iwan Petrowitsch Kulibin, russischer Uhrmacher, Theorie des Brückenbaus
- Benjamin Robins, britischer Militäringenieur, Begründer der Ballistik
- James Croll, schottischer Teehändler, Hobbygeologe, Milanković-Zyklen der Eiszeiten
- Friedrich Wilhelm Bessel, deutscher Astronom